# Grand Central Terminal
Grand Central Terminal (GCT) (äldre benämning Grand Central Station och ännu tidigare Grand Central Depot) är en pendeltågsterminal av säckstationstyp på 42nd Street och Park Avenue på Manhattan, New York. Stationen togs i drift 1871. Det är den näst mest trafikerade stationen i USA, endast efter New York Penn Station, med ungefär 67 miljoner passagerare per år.
New York Transit Museum har ett mindre annex på stationen med en museishop. Själva museet ligger i Brooklyn.    
Med 44 stycken plattformar och 67 spår, är stationen världens största, sett till antalet plattformar. Spåren är fördelade på två underjordiska våningar, 41 spår på det övre planet, och 26 på det nedre.

## Historia
Grand Central Station var namnet på den station som innan dagens Terminal (motsvarande Centralstation) fanns på platsen och tjänade det privata järnvägsbolaget New York Central Railroad. Stationen var länge underdimensionerad och bestod främst av en mycket stor bangård täckandes större delen av dagens Park Avenue med tillhörande byggnader. Ett stort problem för järnvägsbolaget var den mycket bullriga och smutsiga miljö som bangården och dess koleldade ånglok bidrog till. När New York växte kraftigt under slutet av 1800-talet blev situationen ohållbar då oljudet och smutsen från stationen spred sig över hela staden. Det konkurrerande järnvägsbolaget Pennsylvania Railroad hade börjat att ta marknadsandelar från Central Railroad när man öppnat en ny centralstation intill Hudsonfloden och Central Railroad var tvungna att förbättra sin kapacitet genom navet New York City. Idén på en station under jord växte fram, en huvudstation i ett nytt eldrivet järnvägsnät. På detta sätt skulle man få bukt med både de stora bullerproblemen och även miljön i staden. Problemet var finansieringen, främst då New York City vägrade att skjuta till skattemedel för byggnationen. Problemet löste sig genom tanken på byggnation och säljande av innerstadsmark på det som då var bangårdsområde. Om stationen till största delen låg under jord skulle man inte behöva de enorma landareal som vid tiden täcktes av järnvägsspår. Resultatet blev byggnationen av Park Avenue med dess byggnader. Stationsbyggnaden stod klar 1907 och var då den största i hela världen, en position som den än idag innehar.    

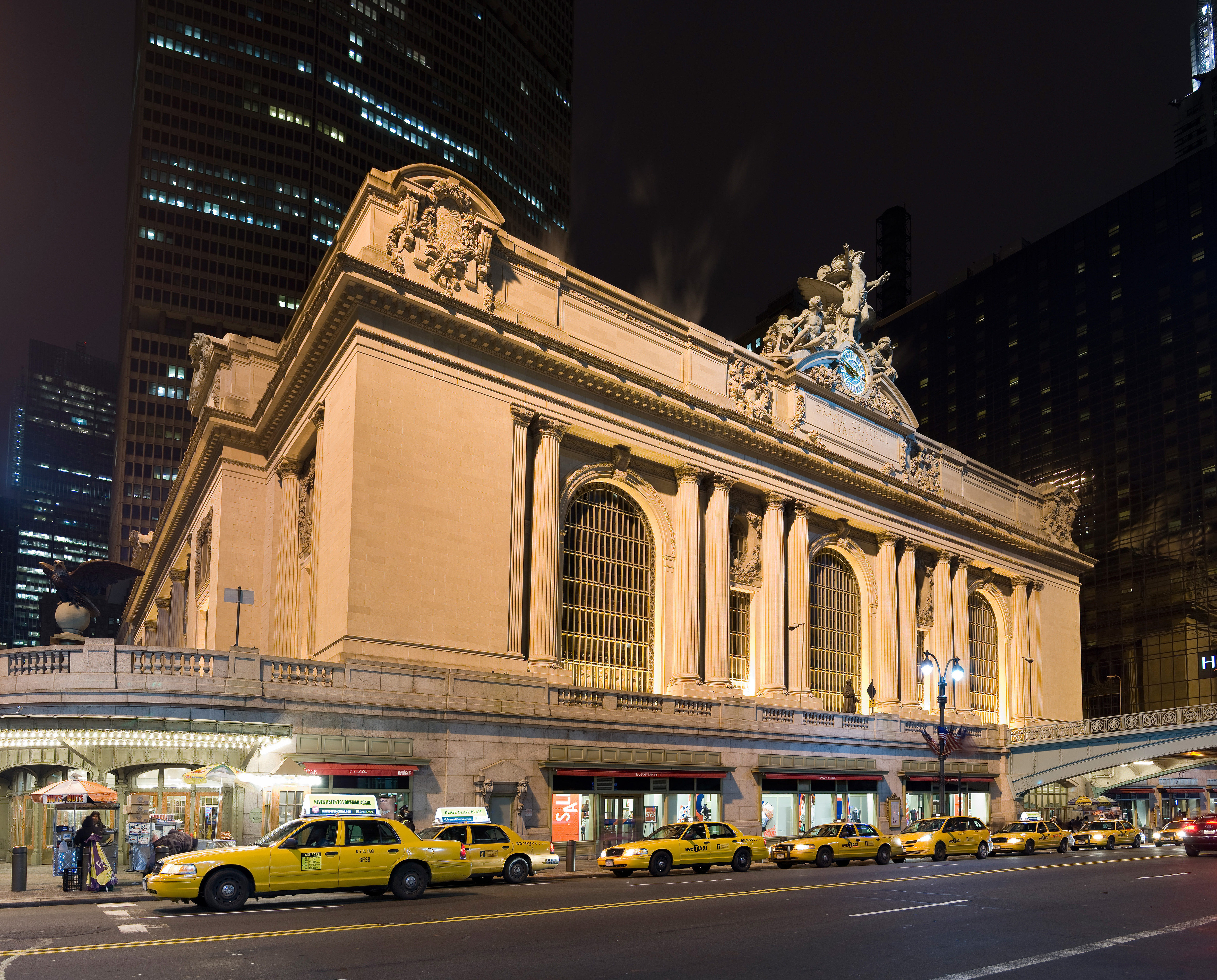
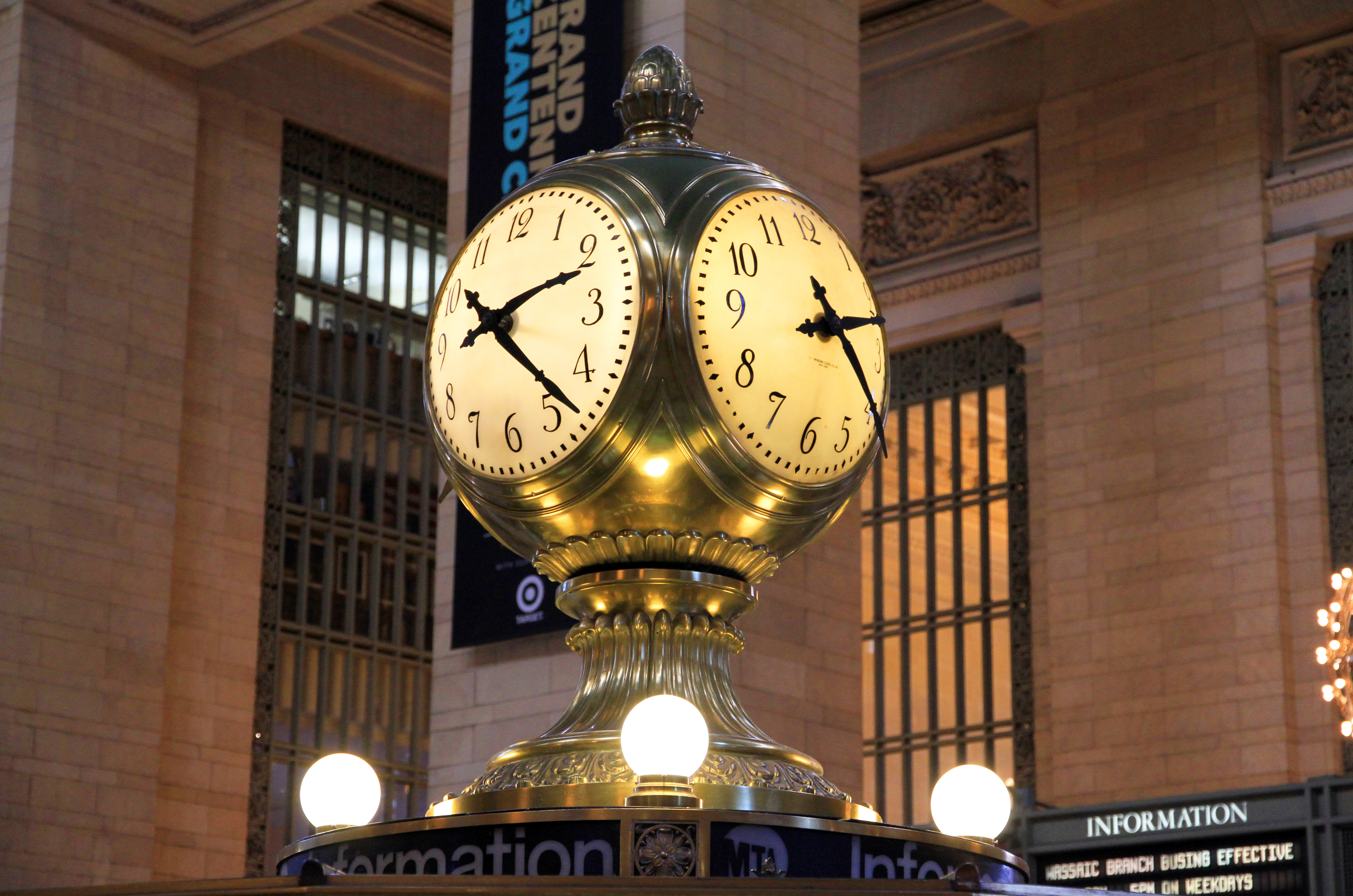
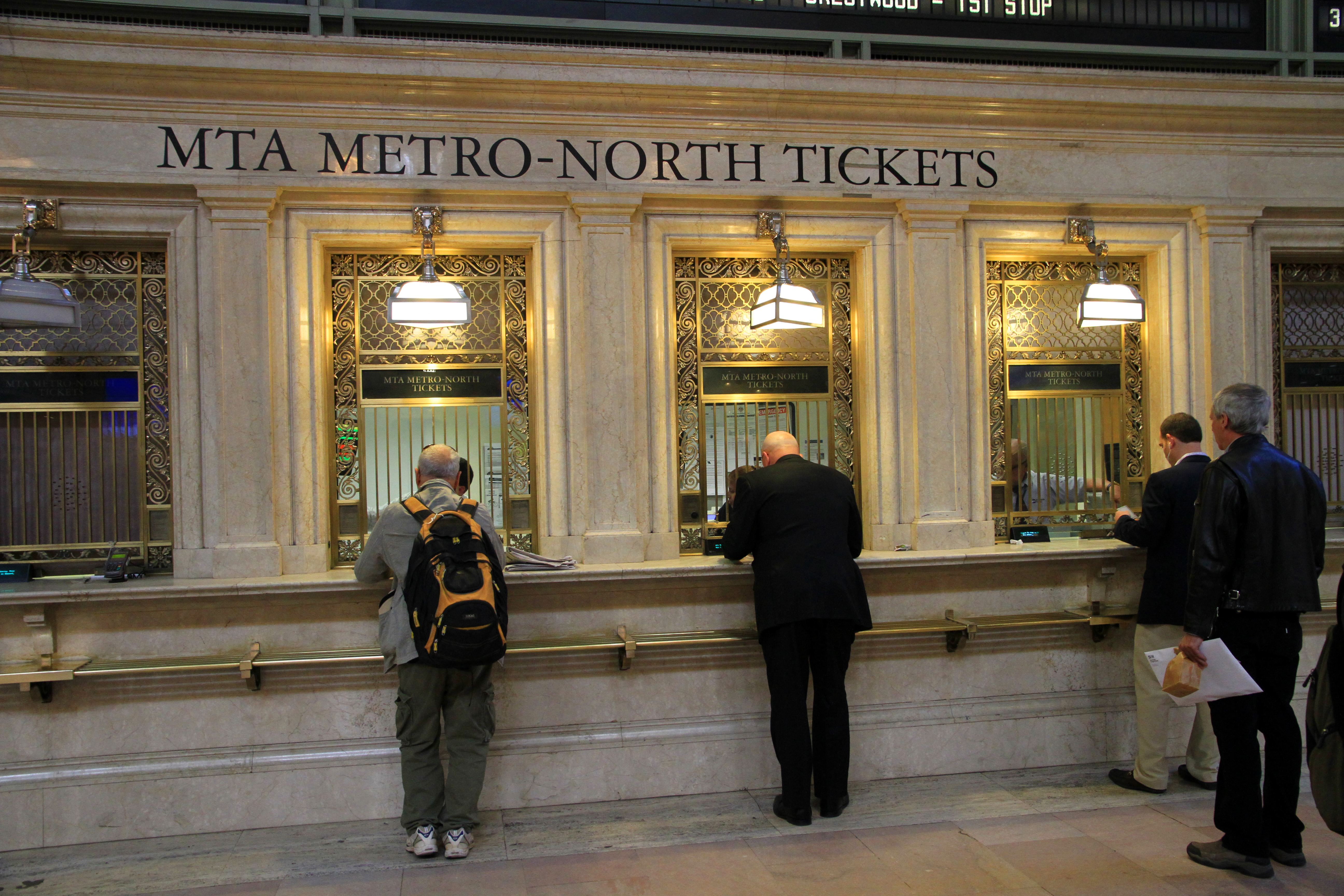
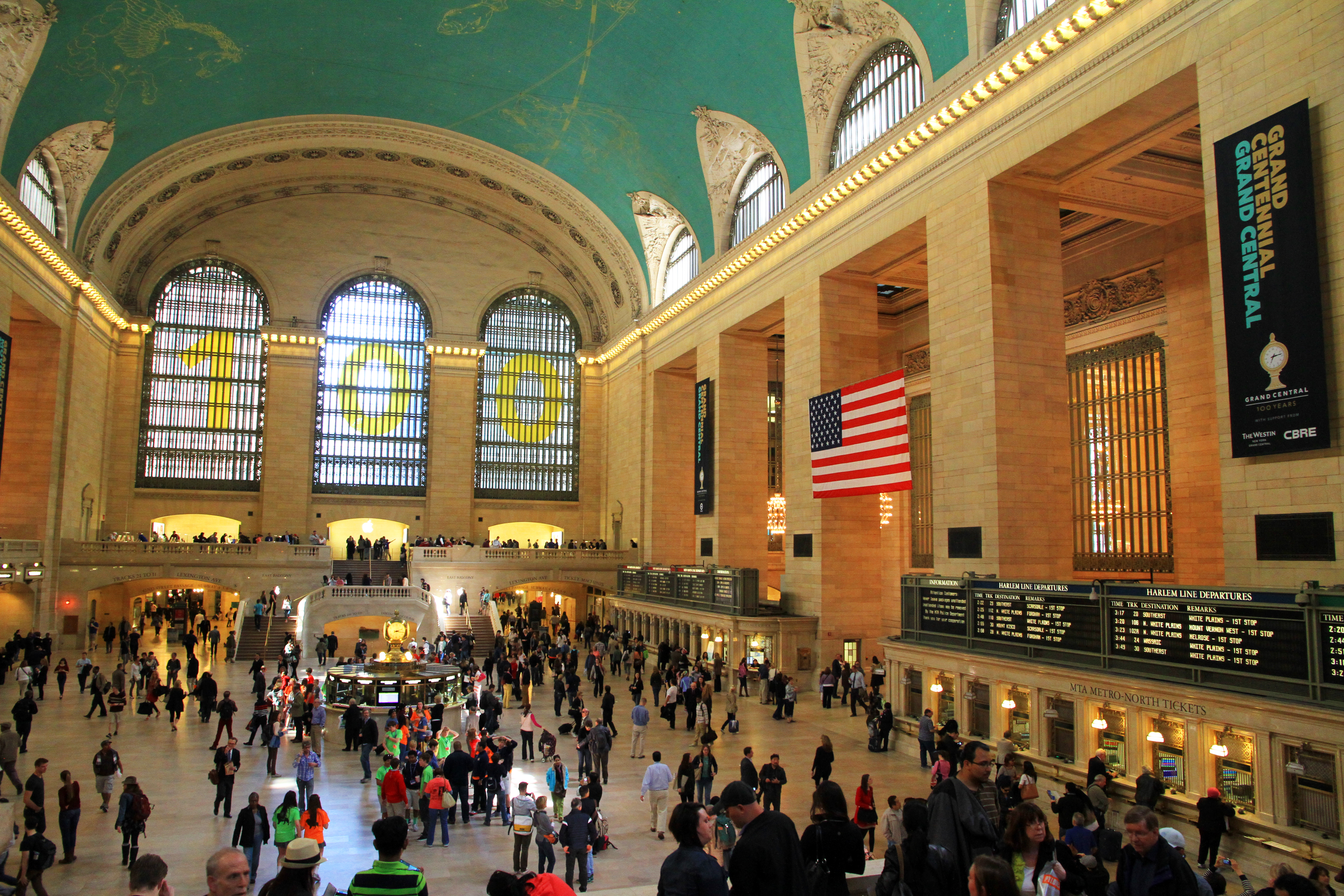

## Tunnelbanestation Grand Central – 42nd Street
Under Grand Central Terminal finns en stor tunnelbanecentral med flera tunnelbanelinjer. Stationen är den näst mest trafikerade i New Yorks tunnelbana. Den första delen av stationen invigdes redan 1904 åt Lexington Avenue Line, denna del tillhör idag 42nd Street Shuttle linjen.  1915 invigdes Flushing Lines station samt stationen på nuvarande Lexington Avenue Line år 1918.

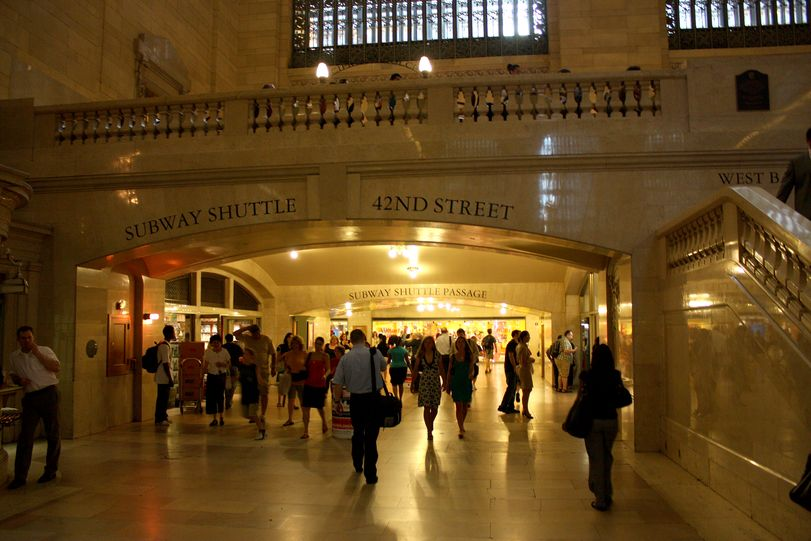
Entrén till 42nd Street Shuttle
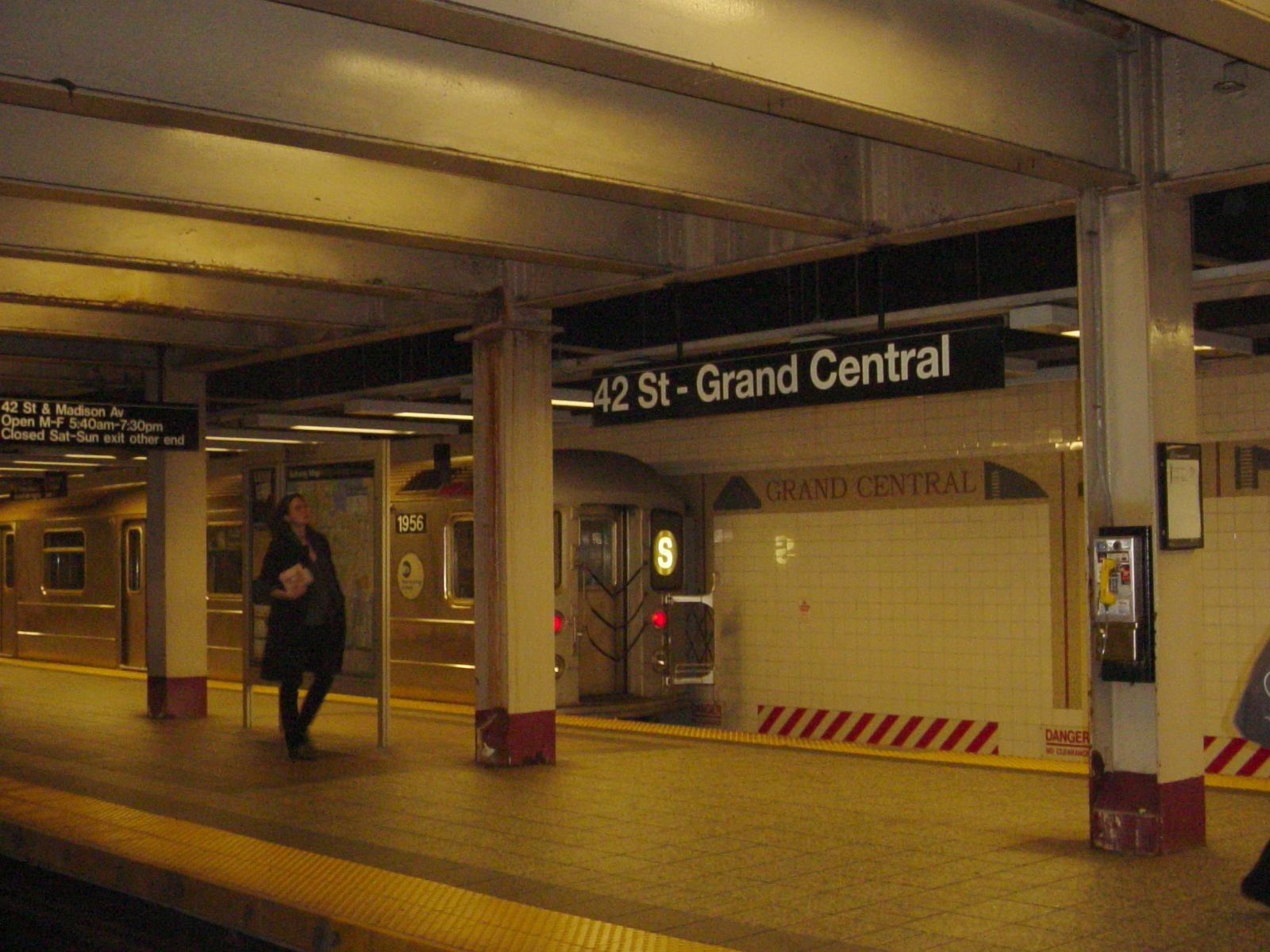
42nd Street Shuttle, station från 1904
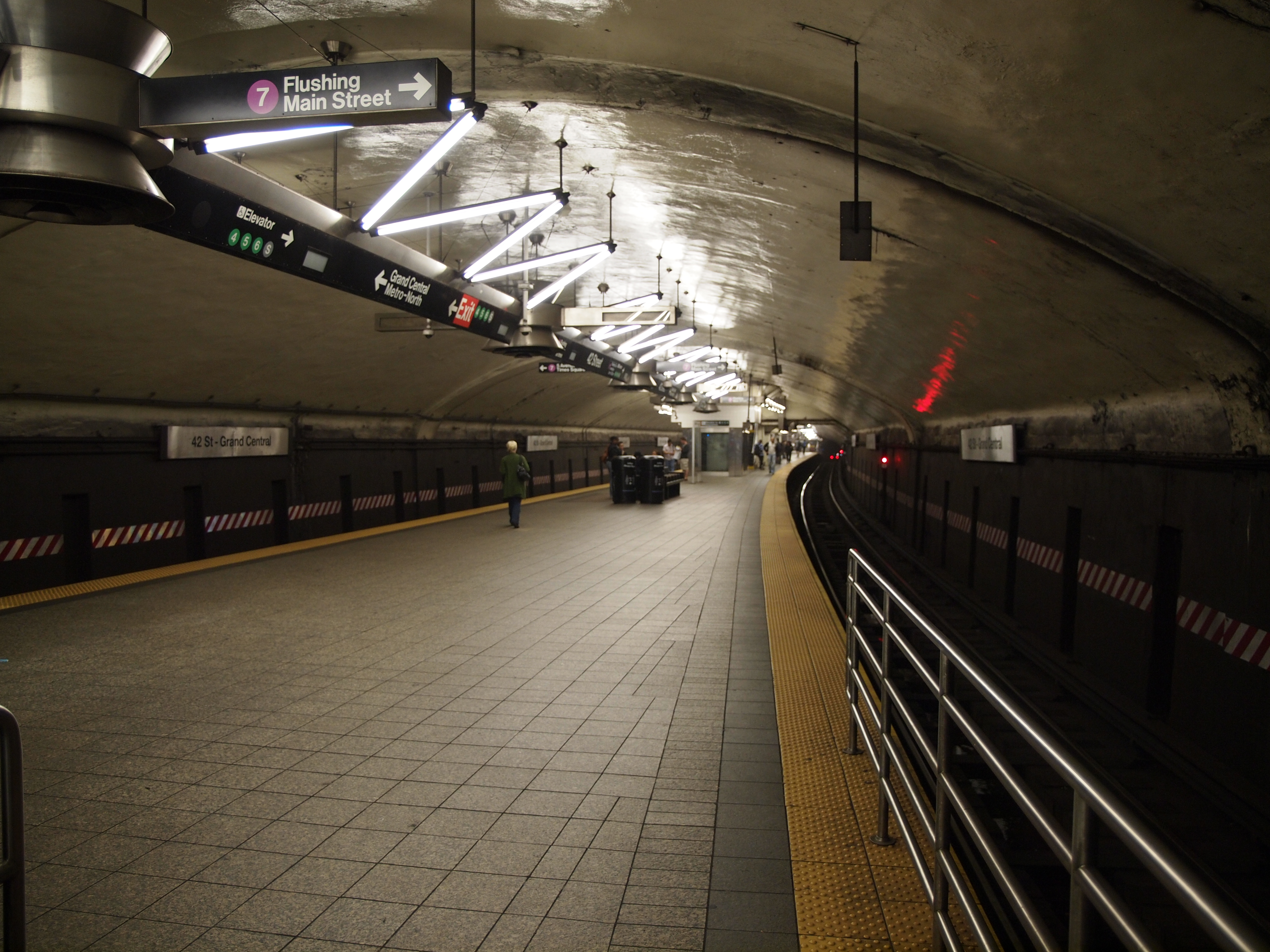
Flushing Line, station från 1915
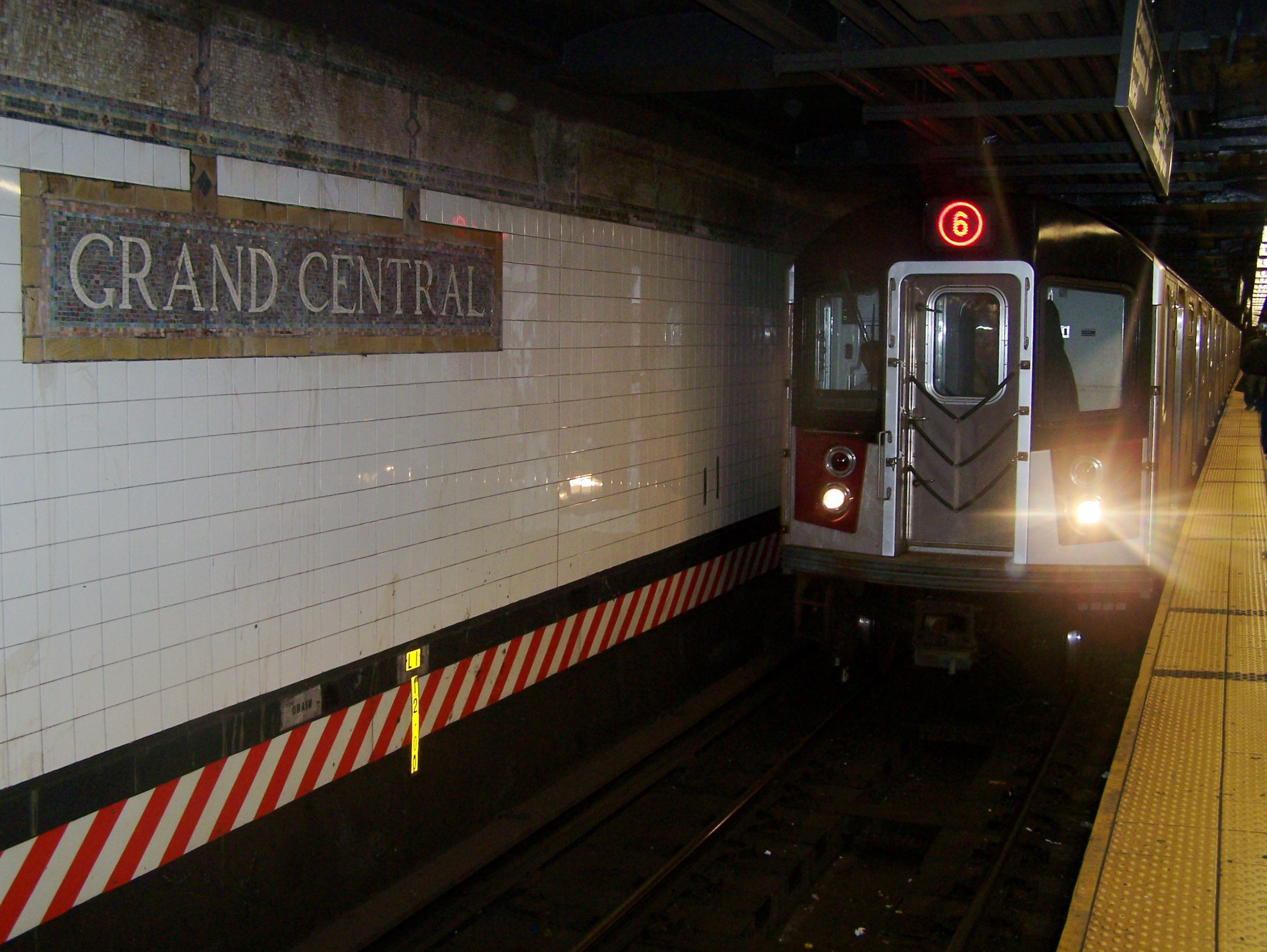
Lexington Avenue Line, station från 1918